# マイナチュレ
マイナチュレ（MY NATURE）は株式会社レッドビジョンが販売する、医薬部外品・化粧品ならびに健康食品である。

## 概要
女性向けヘアケア商品ブランド。

## 主な商品
- 医薬部外品
  - マイナチュレ育毛剤

- 化粧品
  - マイナチュレ スカルプシャンプー
  - マイナチュレ ナチュラルクリアケア トリートメント
  - マイナチュレ オールインワン カラートリートメント(白髪用)

- 健康食品
  - マイナチュレ サプリメント オールインワン
  - マイナチュレ サプリメント シナジー

## 研究発表
主に育毛剤主要成分の育毛効果について、製造元と共同研究を行っている。
2015年3月 - 「育毛剤(マイナチュレ)の頭皮炎症抑制作用による 自己発毛力の促進効果」について「日本薬学会第135年会」にて発表。
2019年3月 - 「育毛剤(マイナチュレ A 2)の抗酸化作用による 紫外線傷害抑制効果」ついて、「日本薬学会第139年会」にて発表。